# 네그로스땃쥐
네그로스땃쥐(Crocidura negrina)는 땃쥐과에 속하는 포유류의 일종이다. 필리핀의 네그로스섬에서만 발견되는 흰이땃쥐류이다. 현지에서는 "캇수리(katsurí)"로 불리며, 서식지 감소와 제한된 서식지 분포때문에 멸종위급종으로 등록되어 있다